# ميشيل ميرلو
ميشيل ميرلو (بالإيطالية: Michele Merlo)‏ هو دراج إيطالي، ولد في 7 أغسطس 1984 في كاساليوني في إيطاليا.

## وصلات خارجية
- ميشيل ميرلو على موقع الاتحاد الدولي للدراجات (الإنجليزية)
- ميشيل ميرلو على موقع أرشيف الدراجات (الإنجليزية)
- ميشيل ميرلو على موقع إحصائيات الدراجات الإحترافية (الإنجليزية)
- ميشيل ميرلو على موقع نسبة الدراجات (الإنجليزية)
- ميشيل ميرلو على موقع CycleBase (الإنجليزية)